# Bjørn Eriksen
Bjørn Eriksen (født 19. april 1957 i Nyborg) er en dansk kunstmaler, sangskriver og komponist, uddannet bygningssnedker og grafisk designer, selvlært som billedkunstner og komponist, gift med billedkunstner Jonna Pedersen, bor og arbejder i Rødovre. Eriksen maler i olie, akryl, akvarel og tusch. Han skaber eksperimenterende skulpturer i ler og designer egne pladecovers.

## Baggrund og uddannelse
Optaget på Skolen for Brugskunst (nu Akademiets Designskole), linjen for tegning og grafik, 1984-86. Her modtog han undervisning af blandt andre Gunnar Hossy, Karl V. Larsen, Helge Kühn Nielsen, Gunnar Nielsen, Palle Pio og Denis Virlorgeux, og ernærede sig nogle år som grafisk designer.
Bjørn Eriksen debuterede på KE - Kunstnernes Efterårsudstilling 1985 og udstillede her i 1986, 1987, 1988, 1991, og på Kunstnernes Sommerudstilling 1986, på Kunstnernes Påskeudstilling 1989, 1990, og Charlottenborgs Forårsudstilling 1993.
Udstiller herefter på gallerier, kunsthaller og museer i ind- og udland, fx Gl. Holtegård, Kunstcentret Silkeborg Bad, Frederikshavn Kunstmuseum, Kunstpakhuset Ikast - og internationalt bl.a. i New York, Berlin, Køln, Amsterdam, Barcelona, London, Rio de Janeiro etc. Medvirker 2010 på udstillingen International Fine Art FIFA ved fodbold VM i Sydafrika, som efterfølgende vises i flere lande. Udstiller igen i 2014 ved VM i Brasilien. 

## Værk - Billedkunst
I en del malerier udforsker kunstneren tegn og symboler, og stræber mod at skabe et eviggyldigt tegn for mennesket og livskraften. I Weilbachs Kunstnerleksikon 1994 nævnes denne søgen, som et karakteristika for Bjørn Eriksens proces. Bjørn Eriksen aflæser menneskesindet i vores attituder. Med et enkelt penselstrøg sætter han hele figuren på plads, som Matisse, som Picasso gør det. Men han gør det på sin egen Eriksenske facon.
I 2008 afføder kunstnerens femte rejse til New York ny inspiration, hvor Bjørn Eriksen bliver grebet af typer og arketyper i den multietniske heksekedel. Han sætter fokus på menneskeskikkelsen i sig selv, og udforsker det kvindelige i manden og det mandlige i kvinden.

Den amerikanske kritiker, Ed McCormack, bemærker Eriksens evne til at fremtrylle kompleksiteten i menneskelige relationer. Ole Lindboe mener i 2005, at Bjørn Eriksen træder ind i en klassisk maleritradition med en ekspressiv malestil, hvor stofligheden fremstår robust og nærmest kradsende. Torben Weirup pointerer kvaliteter i det figurative, der basalt er umiddelbart tryghedsskabende, når vi kan genkende erfaringer og historier.
Der er en vedvarende dialog mellem billedets overflade, og den diskutable virkelighed . - Maleri handler ikke om noget som helst virkeligt, men er en skabelse af virkeligheden i sig selv. Man kan jo ikke gengive virkeligheden. Billedet bliver til en virkelighed i sig selv, lyder et udtryk for Bjørn Eriksens tilgang.  "Kunst skal skabe anfægtelse, uro, eftertanke og ny bevidsthed. 

### Udstillinger
Bjørn Eriksen har siden slutningen af 1980’erne haft tilknytning til en række gallerier og kunsthandlere i Danmark, bl.a. Galleri Feldballe i Kolding, Galleri Bie & Vadstrup, Tom Christoffersen, Galleri Nybro i København og Copenhart i Valby, samt Jarsbo Contemporary i Aalborg.
Siden 2006 flere udstillinger sammen med partneren, billedkunstner Jonna Pedersen på museer, gallerier og i kunstforeninger.
Siden 2021 udstillingsfællesskab med kunstnersammenslutningen PRO, som fejrede 60-års jubilæum med udstillingen Heerup og Pro på opdagelsesrejse - Heerup Museum i 2023. Udstillingen er vist på Dronninglund Kunstcenter i 2024.
For opdateret oversigt over udstillinger - se her. 

## Sangskriver, tekstforfatter og komponist
Fra 2016 deler Eriksens kunstneriske virke sig i to spor, hvor han skaber både musik og malerkunst.
Bjørn Eriksen komponerer symfoniske værker, klaverstykker samt viser, ballader, børnesange, eventyr- og teatermusik, og udgivelsen Syng og Mal, der kombinerer sange og billedkunst for børn.
I sit musikalske sprog er Bjørn Eriksen i sine klassiske værker inspireret af Igor Stravinskij, Arnold Schönberg, Musorgskij, Anders Brødsgaard og J.S. Bach. I Eriksens viser og sange høres spor af salmesang, Bellmann, Cornelis Vreeswijk, The Beatles, Shu-Bi-Dua og jazzede klange.
Som komponist er Bjørn Eriksen autodidakt. Kompositionerne baseres på et udpræget gehør.
Der ligger en kulturhistorisk intention og en pædagogisk intention i arbejdet med at sprogliggøre samtiden, og i at sætte den i musik, der kan stimulere fantasi og livsforståelse. I teksterne ses poetiske finurligheder om dagligdagens tilskikkelser, verdenspolitik, glemte vendinger og gamle talemåder. Børnesangene har fokus på ro, rim og humor sammen med et ekstra forståelseslag til voksne.
Bjørn Eriksen har i løbet af ti år udgivet over 20 album med viser, ballader, børnesange, eventyrfortolkning og teatermusik, samt klassiske symfonier og stykker for klaver, fortrinsvis på selskabet RoosterMusic.dk 

## Værk - sange og musik
Bjørn Eriksen er ophavsmand til idé og musik til teaterstykket “Tigerspor”, som blev opført 2019 på Teater Vestvolden med støtte fra Statens Kunstfonds Projektstøtteudvalg for Scenekunst, Hempel Fonden, I.F. Lemvigh Müllers Fond og Wilhelm Hansen Fonden. Skuespiller og instruktør Thomas Corneliussen stod for manuskript, instruktion, og samarbejdet med organisationen Børn, Unge og Sorg samt teatret Vild Kammerat.
På albummet Grimm & H.C. har Bjørn Eriksen nytolket klassiske eventyr i musik og tekst. 

Udgivelsen Syng & Mal  er en sang- og malebog for små og store børn 3-12 år, med 12 udvalgte melodier og sangtekster af Bjørn Eriksen. Bogen indeholder foruden noder til klaver og guitar, også felter, hvor børnene kan tegne deres egne illustrationer til sangene. Udgivelsen blev støttet af Rødovre Børnekulturpuljen i Rødovre Kommune, og præsenteret ved koncerter i 20 børneinstitutioner, samt på Rødovre Bibliotek, hvor 100 børn fik bogen i 2022.

### Musikudgivelser, musicals og TV
- 2024 - 10. symfoni, "Evolution" - syv satser, indspillet af Fame*s Symphony Orchestra, Skopje.
- 2024 - "Der var engang" 12 nye børnesange
- 2024 - "Vimmerbysangen" med Caroline Gustavsson & June Beltoft
- 2024 - "Miraklernes tid" 14 viser
- 2023 - "Drive in Reverse Karma" - for trio, uropført på Janus - Vestjyllands Kunstmuseum
- 2022 - 9. symfoni, "For You"
- 2022 - "Syng og Mal", 12 af Bjørn Eriksens børnesange[12]
- 2022 - "Grimm & H.C. - eventyrsange med nye slutninger [11]
- 2021 - 8. symfoni
- 2021 - “Sorrowland” 7. symfoni (demo)
- 2020 - “TESTemotion” 6. symfoni (demo)
- 2020 - “Pathwork” 5. symfoni (demo)
- 2019 - “Small Pieces” Modern Classical (demo)
- 2019 - ”TIGERSPOR” musical for børn, Teater Vestvolden[10]
- 2019 - ”Gysersange for børn og andre sange” 12 sange
- 2019 - ”Som en sol” 12 sange
- 2019 - ”Bam & Raffo”, godnatsange for børn, TV-Bella København
- 2018 - ”Sov mit barn” 12 godnatsange
- 2018 - ”Spurven falder” 12 ballader
- 2018 - ”Min sangfugl” 12 ballader
- 2018 - ”The 7 Elements. Symphony no 2” (demo)
- 2017 - ”The Death of a Sparrow. Modern Classic Music Bouquet” (demo)
- 2017 - ”Requiem” (demo)
- 2017 - ”Zim Zim. Symphony no 1” (demo)
- 2017 - ”Sov lille barn” featuring bl.a. Karsten Vogel, Jacob Speake, Niels Bugge, Christine Clancy
- 2016 - “Lillepigen og dukken”, ”Lille barn” og ”Gammel som Metusalem”

## Koncerter
- 2023 - Uropførelse af Drive In Reverse Karma for violin, bratsch og kontrabas ved Janus Trio på ferniseringen af udstillingen Tilbageblik på Janus - Vestjyllands Kunstmuseum
- 2023 - Finissage på PRO udstillingen, Helligåndshuset sammen med Tin Soheili
- 2022 - Syng & Mal, børnekoncerter i 20 institutioner i Rødovre Kommune
- 2021 - Mangfoldighedsfestival, Rødovregaard
- 2020 - Intimkoncert, Davis Gallery, Bredgade 69, København
- 2019 - Heerup Museum – lille koncert for Heerups venner
- 2018 - Klub Geyser samt diverse spillesteder i København

## Legater, priser og udmærkelser
- 2024 - Rødovre Kulturråd til præsentationen af den 10. symfoni, Evolution.
- 2022 – Rødovre Kulturråd
- 2022 – Rødovre Kommunes Børnekulturfond
- 2017 – Statens Kunstfond
- 2009 – Statens Kunstråd
- 2006 – Oticon Fonden
- 2006 – Toyota Fonden
- 2005 – Art Now 05, (Honorable Award)
- 1996 – Akademiets rejselegat

## Repræsenteret
Offentlige samlinger: Odense Universitetshospital, Vester Vamdrup Skole, Frederiksberg Rådhus, Kolding Rådhus, Synoptik, Odsherred Kommune, Udenrigsministeriet, Rødovre Kommune - Headspace, internationalt hos Luciano Benetton Collection Imago Mundi, samt private samlinger i Oslo, London, Madrid, Danmark

### Publikationer
- Spor Af Virkeligheden, Bjørn Eriksen og Denis Virlogeux.

En samtalebog med billedanalyse og efterskrift af Torben Weirup. Cinnober Edition, 2010  ISBN 87-987429-2-2
- Next Step Reality. Bjørn Eriksen: Paintings. Bog med tekster af Torben Weirup, Ed McCormack,

Ole Lindboe, Bjørn Eriksen. Cinnober Edition, 2011 ISBN 987-87-98742 9-5 Parameter fejl i {{ISBN}}: Fejl i ISBN.-1
- Syng og Mal, [12]12 af Bjørn Eriksens børnesange med noder og becifringer og plads til børnenes egne tegninger, ISBN 978-87-987429-7-5

## Biografi
Slægt/Genealogi: Bjørn Eriksen, født 19.4.1957 i Nyborg. 
Forældrene er lagerarbejder Kresten Guldbæk Nielsen og ekspeditrice Erna Laura Eriksen, f. Hansen.
Gift 19.7.1980 i Tórshavn med arkitekt Johanna Rasmussen, tre børn - Liv, Zenia, Rane. Skilt 1998.
Gift 20.10.2010 med billedkunstner Jonna Pedersen. Bosat i Rødovre.
Bjørn Eriksen voksede op i Nyborg, tæt på Nyborg Slot som yngst af tre søskende. Ofte legede han ved slottet, fiskede i voldgraven og legede fantasifulde lege, inspireret af stedets historie. Foran Glarmesterforretningens vindue faldt han som syvårig helt i staver over en reproduktion af Picassos motiv Guernica. Billedet og oplevelsen fæstnede sig dybt i kunstnerens sind. 
Han tegnede tegneserier, som moderen skrev tekster til i lykkelige perioder. Hun var en del år ramt af sygdom og mistrivsel, hvor Bjørn Eriksen da boede på døgninstitution. Bjørn Eriksen kom ikke til at kende sin far, der døde før kunstneren blev født. Moderens familie var tilknyttet Jehovas Vidner, og han deltog i menigheden frem til voksenalderen, hvor spørgsmålene til dogmatikken førte til hans udtræden.
Bjørn Eriksen er i voksenalderen udredt for en bipolar lidelse, og har måttet reducere udadvendthed, udstillingsliv, m.m. som følge af tilstandens svingende karakter. I perioder meget produktiv som sangskriver og komponist, ligesom Eriksen også maler, tegner og udstiller. Er en aktiv del af musikværkstedet Thorvaldsen på Frederiksberg, og udgiver løbende nye sange og klassiske kompositioner.

## Presse, TV, radio
DR P2 Puls 2024 - Dansk Kunst (bl.a. 1989, s. 95) – Weilbachs Kunstnerleksikon – Berl. Tid. 20.12.1991 (Henrik Wivel) – Pol. 11.1.1992 (Hellen Lassen) – Jyll.p. 22.11.1993 (H.P. Jensen) – Kunstavisen (Alex Steen) – Kunstavisen 2004/5/6/7/8 (Leo Tandrup) – URBAN, april 2005 – Berlingske Tidende, april 2005 – MetroXpress, april 2005, maj 2007 – Magasinet Kunst, sept. 2006 – Barcelona TV sept. 2006 – Barcelona Metropolitan, sept. 2006 – ZONAsec No 54 octubre 06 – Information – Rødovre Avis – Rødovre Lokal Nyt – Vestegnen – Bo Bedre – TV2 Lorry 2007 – Rødovre LokalTV 2008/09 – P4 2009 - North Art Magazine 2013 etc.